# Камаган (Юргамышский район)
Камаган — деревня в Юргамышском районе Курганской области. Входит в состав Скоблинского сельсовета.

## История
До 1917 года в составе Таловской волости Челябинского уезда Оренбургской губернии. По данным на 1926 год состояла из 284 хозяйств. В административном отношении входила в состав Скоблинского сельсовета Юргамышского района Курганского округа Уральской области.

## Население
| 1989 | 2002 | 2010 |
| ---- | ---- | ---- |
| 467  | ↘451 | ↘351 |

По данным переписи 1926 года в деревне проживало 1366 человек (637 мужчин и 729 женщин), в том числе: русские составляли 100 % населения.